# Sylvain Goudemare
Sylvain Goudemare est un écrivain, éditeur et libraire d'ouvrages ancien français.

## Biographie
Il crée à Rouen en 1980 une revue de poésie, Solution H, titre inspiré de l’œuvre de Jean-Pierre Duprey dont il éditera des poèmes inédits en 2001, et auquel il consacrera une émission radiophonique. Il publie en 1986 un manuscrit d’Alfred Jarry sous forme de livre objet, fragment inconnu de son œuvre qui sera repris dans le tome III des œuvres de Jarry dans la Pléiade.
En 1988, il édite Ma main, correspondance d’André Hardellet avec Claude Seignolle[réf. à confirmer]. Deux autres ouvrages de Seignolle ont également été publiés par ses soins : Il ne faut jamais réveiller les légendes et Les loups verts.
Il fonde en 1990 les éditions Les Silènes avec Barbara Pascarel et Éric Holder, et une collection éponyme aux éditions du Griot, où paraissent Charles Barbara, Petrus Borel, Lewis Carroll, Champfleury, Georges Darien, Jean Galmot, J.-K. Huysmans, Richard Lesclide, Odilon-Jean Périer, Robert Louis Stevenson.
En 2004, il cofonde les éditions Cartouche avec Emmanuel Pierrat, où il édite Alfred Jarry, W. C. Fields, Christian Heinrich Spiess.
Sylvain Goudemare est l'un des spécialistes de Marcel Schwob dont il a écrit la biographie Marcel Schwob ou les vies imaginaires et découvert un important inédit érotique, Maua. Il est l’auteur de plusieurs recueils de poésie et d'une anthologie de Charles Monselet.
Il a préfacé de nombreux auteurs singuliers chez différents éditeurs : Pierre Mac Orlan, Paul Gauguin, Jean-Louis Renaud, Julien Torma, Monsieur Claude…
Ancien membre du Cymbalum Pataphysicum, il a été l’un des protagonistes de l’émission de radio « Des papous dans la tête » sur France Culture, de 1990 à 1995.
Depuis octobre 1987, Sylvain Goudemare tient une librairie d’ancien rue du Cardinal Lemoine à Paris où de nombreux catalogues bibliographiques et thématiques ont été édités.

## Ouvrages
- Marcel Schwob ou Les vies imaginaires, biographie (Le Cherche-Midi), 2000
- Cher Tome (Le Vocatif), 1992
- Miamamiamour (Les Autodidactes), 1988
- Hou ! : Raccourcis et grains de mots (Michel Champendal), 1986
- Mélanolie (Le Dilettante), 1985

Préfaces
- Noa Noa, Paul Gauguin (Bartillat), 2011
- Le Petit Pierre, Christian Heinrich Spiess (Cartouche), 2005
- Mary Burnett et autres contes, James Hogg (Le Passeur Cecofop), 2004
- Mémoires de Monsieur Claude, Antoine Claude (Arléa), 1999
- Un Mort vivait parmi nous, Jean Galmot (Éditions du Griot), 1990 ; (Le Serpent à plumes), 1995.
- L'Assassinat du Pont-Rouge, roman, Charles Barbara (Editions du Griot), 1998
- Les Bonnes manières, Jonathan Swift (Éditions du Griot), 1989
- Le Grand Troche, Julien Torma (Allia), 1988
- L'Homme aux poupées, Jean-Louis Renaud (Ludd), 1988

Éditions et préfaces
- Maua, Marcel Schwob (La Table Ronde), 2009
- Petit manuel du parfait aventurier, Pierre Mac Orlan (Sillage), 2009
- Le rire jaune, et autres textes, Pierre Mac Orlan (Sillage), 2008
- Gestes et opinions du docteur Faustroll, pataphysicien, Alfred Jarry (Cartouche), 2004
- Œuvres, Marcel Schwob (Phébus), 2002
- Un bruit de baiser ferme le monde, Jean-Pierre Duprey (Le Cherche Midi), 2001
- En Marge, J.-K. Huysmans (Éditions du Griot), 1992
- Le Plaisir et l'amour, Charles Monselet (Éditions du Griot), 1988

Traductions
- Votez Fields !, W. C. Fields (Cartouche), 2005
- Pas moi !, Robert Louis Stevenson (Les Silènes), 1994. Traduit de l'anglais avec Pierre-Louis Drouhin et Barbara Pascarel.
- La Fourchette et l’esprit, Lewis Carroll (Les Silènes), 1990.

Catalogues thématiques
- Si vous aimez l’Amour, vous aimerez le Surréalisme, 2011[10]
- Léon Deubel, 1998
- Julien Torma, 1997
- Il était une fée, 1994
- Robert Louis Stevenson, 1993
- Francis de Miomandre, 1993
- Pierre Mac Orlan, 1993
- La bande à Bonnel, 1992
- Je vous écris d’un pays voisin, 1991
- Anthologie de l’humour noir, 1990
- Léon-Paul Fargue, 1989
- Parlez-moi d’amours, 1988
- Collègues de Pataphysique, Du Docteur Faustroll au Docteur Sandomir, 1988[11][réf. à confirmer]
- Petits romantiques et grands rêveurs, 1987